# 舍瓦勒努瓦爾山
45°25′19″N 6°24′49″E / 45.421912°N 6.413515°E

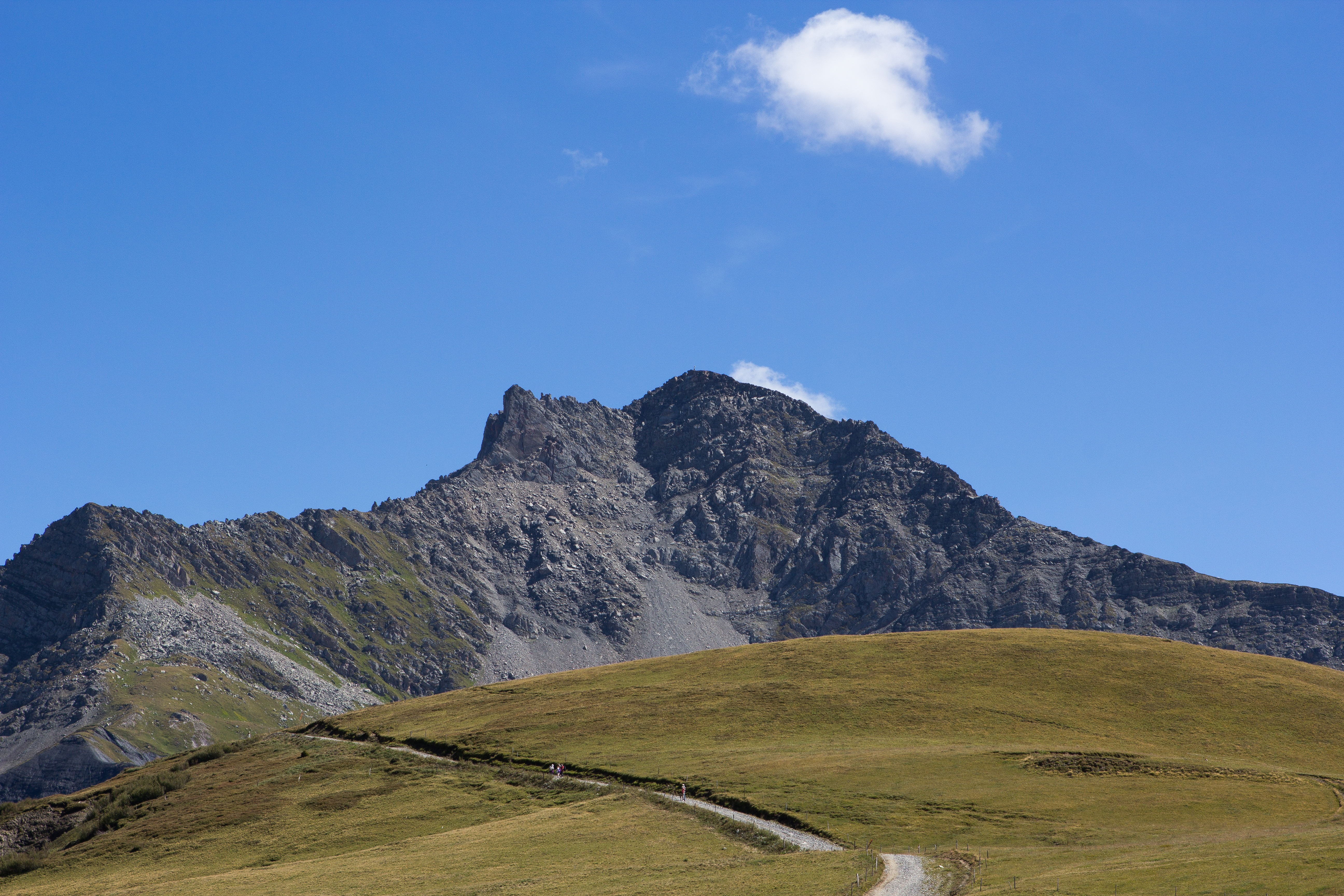

舍瓦勒努瓦爾山（法語：Cheval Noir），是法國的山峰，位於該國東南部，由奧文尼-隆-阿爾卑斯大區負責管轄，屬於瓦努瓦斯山的一部分，海拔高度2,832米。